# Ford Contour

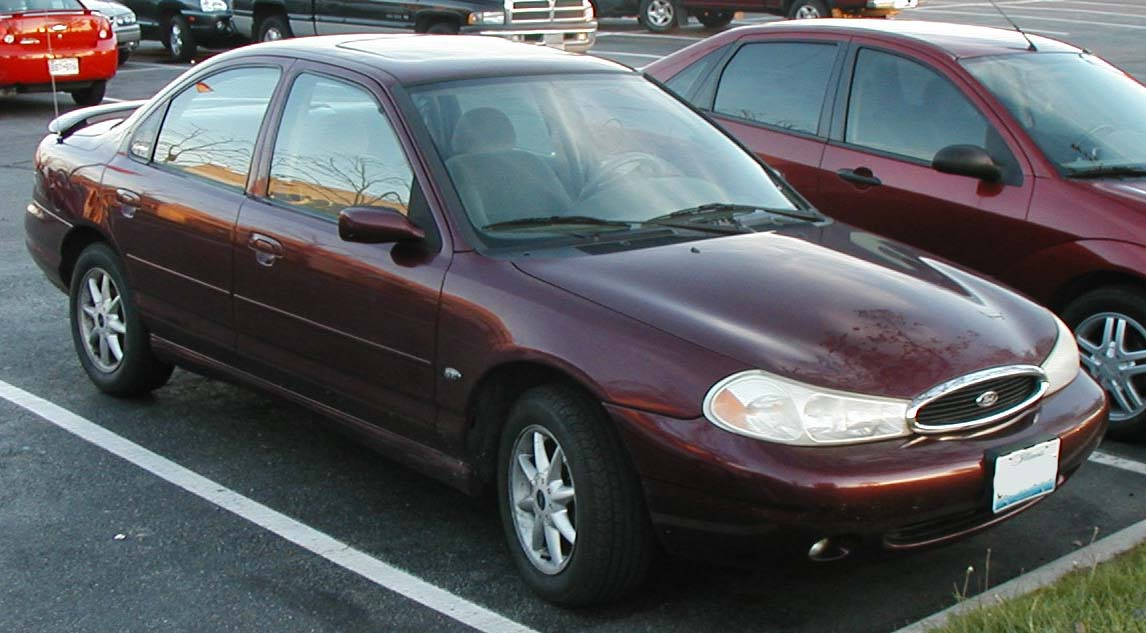
Ford Contour del 1998-2000

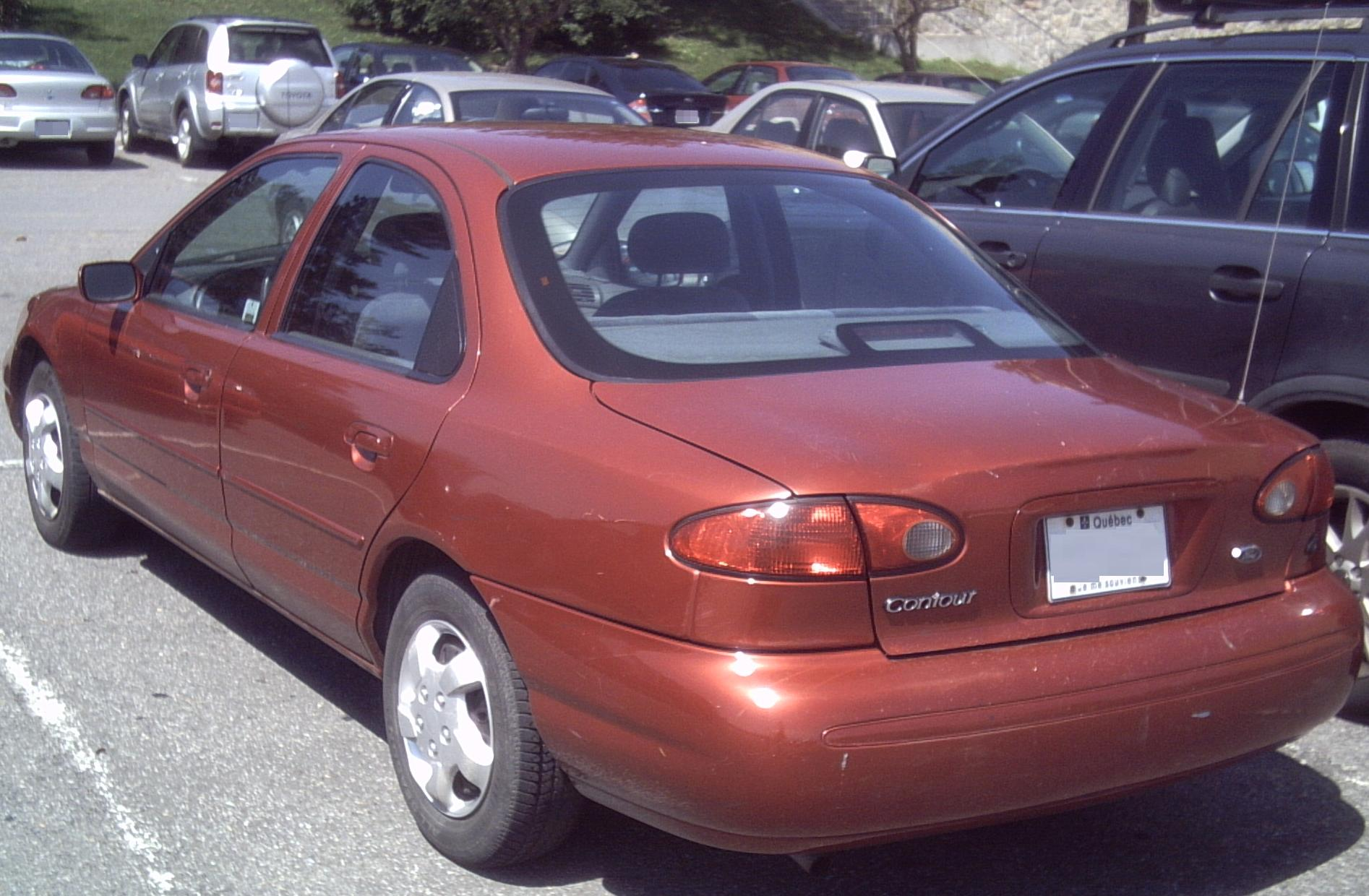
Part posterior del Ford Contour del 1998-2000

El Ford Contour va ser una variant modificada pel mercat de Nord-amèrica del Ford Mondeo, per Ford Motor Company els anys 1995-2000 com a substitut del Ford Tempo i fabricat a les plantes de Kansas City, Missouri i Hermosillo, Sonora, Mèxic. Igual que el Mondeo o el Mercury Mystique, usa la plataforma CDW27 de Ford. El nom de "Contour" es va elegir perquè Ford va creure que la gent associava "Mondeo" amb "Rodeo".

## Dades tècniques
- Mides del Contour
  - Batalla (Wheelbase): 2,705 m (106.5 in)
  - Llargada (Length): 4,706 m (185.3 in); 4,671 m (183.9 in, versió SVT)
  - Amplada (Width): 1,755 m (69.1 in)
  - Alçada (Height): 1,381 m (54.4 in); 1,384 m (54.5 in, versió SVT)

Com a substitut del Ford Tempo, cobria l'espai entre el Ford Escort i el Ford Taurus. Comparativament el Contour era més llarg que el Tempo i només es va comercialitzar la versió sedan. Inicialment van oferir-se 3 paquets d'equipament: GL (base), LX (luxòs) i SE (esportiu). Mecànicament s'oferia amb les següents mecàniques:
- 2.0 Motor Zetec de 125 cv per als GL i LX
- 2.5 Duratec 25 de 170 cv per al SE i en opció per al LX.

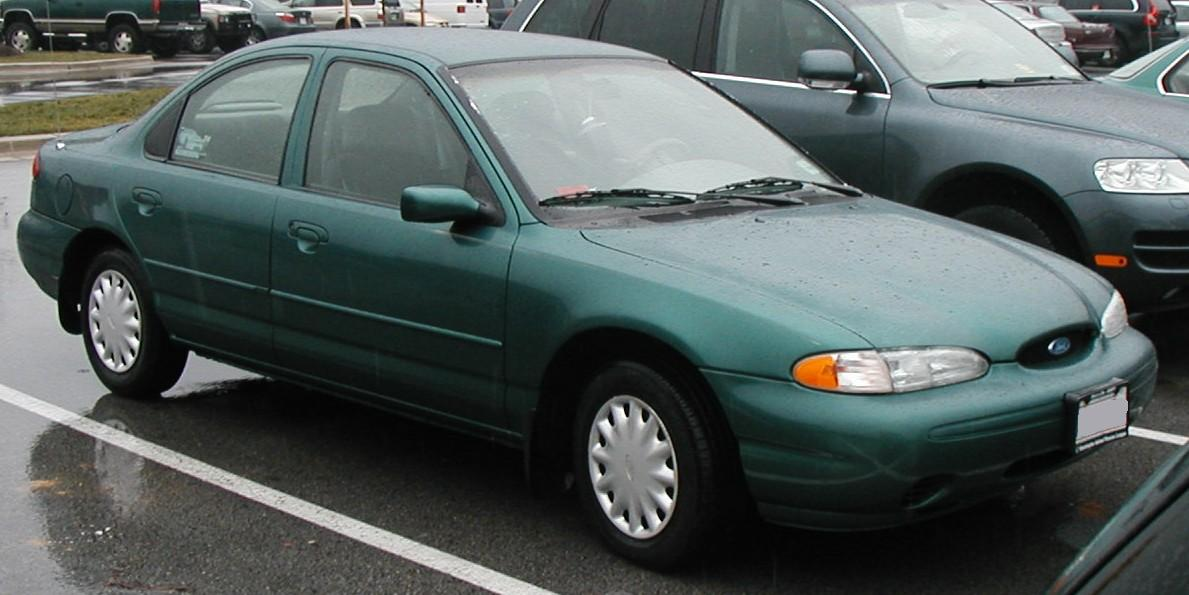
Ford Contour del 1995-1997

Una transmissió manual de 5 velocitats MTX-75 va ser per defecte en tots els models, i en opció podia equipar-se una automàtica de 4 velocitats CD4E.
A partir del 1996 la versió "Sport" s'ofereix tant amb el motor 2.0L com el 2.5L.
El 1998 rep un restyling al frontal del cotxe (basat en el fet al Mondeo europeu) i s'afegeix una versió SVT. Aquestes versions incidien en modificar el motor 2.5L per augmentar-li la potència a 195 cv (1998-1999) i 200 cv (1999-2000) i en donar-li uns pneumàtics d'altes prestacions, seients i tauler de control modificats.
Degut a les poques vendes que tenia aquest cotxe a finals de la seva vida comercial, només es va oferir amb el SE i SVT el 2000. Molts editors van dir que el Contour tenia un habitacle interior més reduït que un Dodge Stratus, i que el cotxe era pensat per l'estil de conducció europeu (així com el motor 2.5).
En un primer moment el Contour (també el Ford Escort) va ser substituït pel Ford Focus. Molts compradors que volien un mid size van inclinar-se pel Ford Taurus. En realitat, no serà fins al Ford Fusion quan Ford substituïra al Ford Contour, donant un producte que s'ubica entre el full size Ford Five Hundred i el compact Ford Focus.
Competidors del Ford Contour eren el Chevrolet Malibu, Dodge Stratus i Plymouth Breeze.